# Eyjólfur Héðinsson
Eyjólfur Héðinsson (ur. 1 stycznia 1985 w Reykjavíku) – islandzki piłkarz, środkowy pomocnik, zawodnik klubu Stjarnan.

## Kariera klubowa
Eyjólfur piłkarską karierę rozpoczynał w małym klubie ÍR Kópavogur. Spędził tam 2 sezony i przeszedł do Fylkir. W tym klubie spisywał się na tyle dobrze, że kupił go GAIS. Podpisał z nim kontrakt do 31 grudnia 2010 roku. W latach 2011–2013 grał w SønderjyskE Fodbold, a następnie został zawodnikiem FC Midtjylland.
Na początku 2016 roku odszedł do Stjarnanu.

## Kariera reprezentacyjna
Eyjólfur grał we wszystkich zespołach juniorskich. Aktualnie reprezentuje seniorską reprezentację Islandii. Zadebiutował w niej meczem z Białorusią 2 lutego 2008 roku, zmieniając w 66 minucie meczu Tryggviego Guðmundssona. Islandia przegrała ten mecz 0:2.